# 卡拉巴雷克特湖
53°37′45″N 58°41′19″E / 53.62917°N 58.68861°E

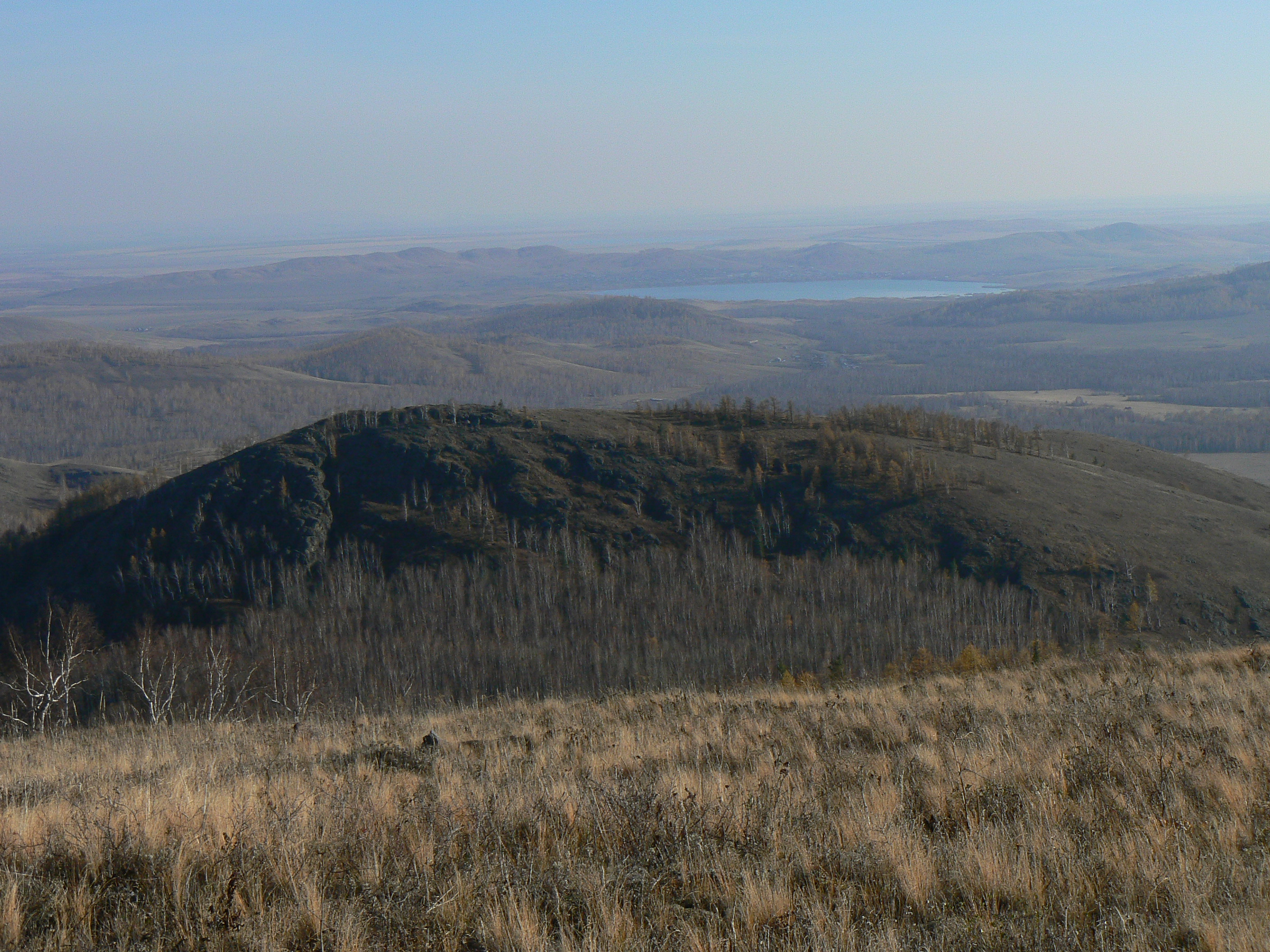

卡拉巴雷克特湖（俄语：Карабалыкты），是俄羅斯的湖泊，位於該國西南部，由巴什科爾托斯坦共和國負責管轄，長2.12公里、寬1.23公里，面積2.6平方公里，海拔高度434米，平均水深3.5米，最大水深6米。